# Modelbane Europa
Modelbane Europa er en dansk modeljernbaneudstilling beliggende i Hadsten, der årligt har 6.000 besøgende, og har et af Nordeuropas største anlæg. Anlægget blev åbnet i 1996 og ejes af Foreningen Modelbane Europa, mens frivillige medlemmer af Hadsten Modeljernbaneklub (HaMJK) står for den daglige drift.
Der er udstillet både et dansk og et tysk modeljernbaneanlæg. 
Det danske anlæg indeholder en model af den østjyske længdebane mellem Aarhus og Laurbjerg, samt det første stykke af "den skæve bane" Det indeholder pr. 2016 byerne Hadsten, Lerbjerg, Laurbjerg og Thorsø, samt de fiktive byer "Skovby" og "Aarhus Å". Ved Aarhus Å findes en model af Ringgadebroen i Aarhus. på det danske anlæg bestemmer besøgende selv, hvilke tog der skal køre, ved hjælp af trykknapper. 
Det tyske anlæg er inspireret af tyske jernbanestrækninger og er med 1,1 km skinner det største af de to. Her er der intensiv drift, med masser af tog i bevægelse. Landskabet er med høje bjerge, byer, en havn, en slugt med vandfald og flod med rigtigt vand og masser af små finurlige detaljer.